# Basel I
Basel I (auch: Basler Akkord) ist im Bankwesen die Abkürzung für Eigenkapitalvorschriften, die vom Basler Ausschuss für Bankenaufsicht mit Sitz in Basel im Juli 1988 veröffentlicht wurden. Erweiterungen dieser Vorschriften erfolgten durch Basel II und Basel III.

## Allgemeines
Da es sich um Empfehlungen handelt, müssen die nationalen Regierungen für eine Transformation in nationales Recht sorgen. Das geschieht in der Europäischen Union für alle EU-Mitgliedstaaten durch EU-Verordnungen oder EU-Richtlinien, die in nationales Bankenaufsichtsrecht eingreifen. „Basel I“ wurde im Juli 1988 erstellt und im Januar 1996 durch die „Änderung der Eigenkapitalvereinbarung zur Einbeziehung der Marktrisiken“ erweitert.

## Motive
Anlass war die Besorgnis der Zentralbankpräsidenten der G10-Länder, dass das Eigenkapital der weltweit wichtigsten Banken auf ein gefährliches Niveau gefallen war. Ausgelöst wurde die Besorgnis durch den Zusammenbruch der Herstatt-Bank. Benötigt wird das Eigenkapital, um Verluste abzufedern und die Zahlungsfähigkeit zu gewährleisten. Aufgrund eines anhaltenden Verdrängungskampfes bauten die Banken ihre Geschäfte jedoch ohne eine angemessene Eigenkapitalunterlegung aus. Als dann zunehmend Insolvenzen von Kreditnehmern auftraten, sank das Eigenkapital der Banken ab.
Um das Insolvenzrisiko der Banken und mögliche Kosten für die Einleger beim Konkurs der Bank zu verringern, zielten die Vereinbarungen somit auf die Sicherung einer angemessenen Eigenkapitalausstattung und die Schaffung einheitlicher internationaler Wettbewerbsbedingungen ab. Diese Vereinbarungen wurden in den 90er Jahren internationaler Standard und werden heute in über 100 Ländern anerkannt. Überwacht werden sie durch die jeweilige Bankenaufsicht.
Durch die Eigenkapitalanforderung wird die Kreditvergabepraxis der Banken limitiert. Das maximale Volumen der Ausleihungen wird dabei mit dem verfügbaren Eigenkapital verknüpft.

## Inhalt
Basel I umfasst drei Teile:
1. Definition der Komponenten des Eigenkapitals,
2. Risikogewichtung,
3. Zielstandard der Eigenkapitalquote.

### Definition der Komponenten des Eigenkapitals
Der Ausschuss unterteilt das Eigenkapital in folgende zwei Teile, wobei mindestens 50 Prozent der Eigenkapitalbasis einer Bank aus sogenanntem Kernkapital bestehen müssen:
- Kernkapital (auch „eigentliches Eigenkapital“ oder „Klasse 1“, englisch „tier 1“ genannt), welches aus dem Aktienkapital und offen ausgewiesenen Reserven (zum Beispiel einbehaltenen Gewinnen) besteht. Goodwill soll nicht berücksichtigt bzw. abgezogen werden.
- Ergänzendes Kapital (auch „Klasse 2“, englisch „tier 2“ genannt), welches sich aus stillen Reserven, Neubewertungsreserven, allgemeinen Wertberichtigungen, hybriden Finanzierungsinstrumenten und nachrangigen Verbindlichkeiten mit fester Laufzeit zusammensetzt.

Von beiden Kapitalklassen sind Beteiligungen an Tochtergesellschaften, die Bank- und Finanzgeschäfte betreiben, abzuziehen.

### Risikogewichtung
Das wesentliche Element von Basel I ist nun, dass die Bilanzaktiva (bzw. Forderungen) je nach Gegenpartei eines von vier Risikogewichten erhalten sollen. Damit wird das Kreditrisiko zugeordnet bzw. die Wahrscheinlichkeit eines Ausfalles der Gegenpartei. Bei einem Kredit an eine Zentralbank wird beispielsweise davon ausgegangen, dass es nie zu einem Ausfall kommt, weshalb hier 0 Prozent angesetzt werden.
| Schuldnerkategorie                                       | Risikogewicht |
| -------------------------------------------------------- | ------------- |
| OECD Länder, Bargeld                                     | 0 %           |
| OECD Banken, öffentliche Einrichtung                     | 20 %          |
| hypothekenbesicherte Wertpapiere                         | 50 %          |
| alle anderen Forderungen an Unternehmen und Privatkunden | 100 %         |

Die so entstandenen risikogewichteten Anlagen werden englisch risk-weighted assets (abgekürzt RWA) genannt.
In einem weiteren Schritt erweitert der Ausschuss diese Logik auch auf nicht bilanzwirksame Positionen, indem diesen Kreditumrechnungsfaktoren zugeordnet werden. Damit werden diese Positionen aus dem Blickwinkel von Kreditengagements betrachtet und bezüglich des relativen Grades ihres Kreditrisikos mit 0 bis 100 Prozent berücksichtigt. 

### Zielstandard der Eigenkapitalquote
Nun können das Eigenkapital und die Risikogewichtung zueinander ins Verhältnis gesetzt werden. Die Regelungen sehen vor, dass Banken im Verhältnis zu ihren risikogewichteten Aktiva mindestens 8 Prozent Eigenkapital halten müssen.
Die erforderliche Eigenkapitalunterlegung wird wie folgt berechnet:
Erforderliche Eigenkapitalunterlegung = Forderungssumme × Risikogewicht × 8 %
Eine wichtige Änderung fand 1996 statt, als die Eigenkapitalvereinbarung um das Marktrisiko ergänzt wurde. Berücksichtigt werden Zinsänderungs- und Aktienkursrisiko im Handelsbuch; Fremdwährungs- und Rohstoffrisiko im gesamten Institut. Es wurden zwei Methoden zur Bemessung des Marktrisikos definiert, eine Standardmethode sowie ein auf internen, stochastischen Modellen beruhender Ansatz.

## Kritik
An Basel I wurde kritisiert, dass Methoden zur Minderung des Risikos nicht berücksichtigt wurden und die Differenzierung des Kreditrisikos nur unzureichend erfolgt. Diese Kritik führte zur Neuaufnahme der Verhandlungen 1999, und zur neuen Basler Eigenkapitalvereinbarung Basel II.